# Södra Rörums distrikt
Södra Rörums distrikt är ett distrikt i Hörby kommun och Skåne län. 
Distriktet ligger nordost om Hörby. 

## Tidigare administrativ tillhörighet
Distriktet inrättades 2016 och utgörs av en del av området Hörby köping omfattade till 1971, delen som före 1969 utgjorde Södra Rörums socken.
Området motsvarar den omfattning Södra Rörums församling hade vid årsskiftet 1999/2000.